# Consigliere di ambasciata
Il consigliere di ambasciata è il terzo grado della carriera diplomatica in Italia.
Dopo aver mantenuto il grado di consigliere di legazione per almeno 4 anni, una apposita commissione valuta l'avanzamento. Il consigliere di ambasciata può svolgere le funzioni di Primo consigliere presso rappresentanza diplomatica, Capo di consolato generale, Console generale aggiunto presso consolato generale di 1ª classe. Durante la permanenza nel grado, il consigliere può essere assegnato all'estero o al Ministero degli Esteri. Dopo almeno 4 anni con questo grado, può aspirare al grado superiore di Ministro plenipotenziario.